# Maîtrise de Caen
La Maîtrise de Caen a été fondée en 1987 par Robert Weddle. Elle est le fruit d’une collaboration entre le théâtre de Caen, le Conservatoire à rayonnement régional et l’Éducation nationale sous la forme de classes à horaires aménagés. De 2003 à 2024, la maîtrise de Caen est dirigée par Olivier Opdebeeck. Camille Bourrouillou lui succède en septembre 2024.
C'est un chœur d'enfants, qui comprend plusieurs groupes :
- La Pré-maîtrise (mixte), du CE1 au CM2, élèves à l'école Jean Guéhenno.
- La Maîtrise (garçons), de la 6e à la 3e, élèves au collège Pasteur.
- Les Juniors, composé des maîtrisiens ayant mué qui se produisent en audition ou en concert, en complément de la Maîtrise ou isolément.
- Les voix d'adultes, une dizaine de chanteurs professionnels.
- la scuola de Caen (filles), de la 6e à la 3e, élèves au collège Pasteur

Les Maîtrisiens se produisent régulièrement : 20 auditions par an le samedi à midi, participation à des concerts ou à des opéras dans le cadre de la saison du Théâtre de Caen, tournées en France ou à l'étranger.
Depuis 1987, le diocèse de Bayeux et Lisieux prête l'église Notre-Dame-de-la-Gloriette à la Maîtrise qui y donne ses auditions et concerts. De grandes tentures rouges ont dû être tendues devant les tribunes surplombant les bas-côtés afin d'améliorer l'acoustique des lieux.
La Maîtrise de Caen a chanté sous la direction de William Christie, François-Xavier Roth, Andrew Parrott, Martin Gester, Graham O'Reilly, Dominique Debart et travaillé avec des metteurs en scène comme Jean-François Sivadier (Carmen), William Kentridge (la Flûte enchantée), Yannis Kokkos (Hänsel & Gretel), Benjamin Lazar (Il Saint' Alessio), Louise Moaty (Venus and Andonis), David Lescot (J'entends des voix)...
Elle a collaboré régulièrement avec les Musiciens du Paradis dirigés par Alain Buet dans des programmes Scarlatti, Campra. Durant la saison 2012/2013, la Maîtrise participe à la production de Venus & Adonis de John Blow mis en scène par Louise Moaty. Cette production a été présentée au théâtre de Caen, puis à Lille, Paris (Opéra Comique), Luxembourg, Grenoble, Nantes et Angers. Elle a fait l'objet d'un DVD (Alpha). En 2014, la Maîtrise participe aux festivités commémorant le 70ème anniversaire du Débarquement avec des concerts en collaboration avec le pianiste et chanteur de jazz Bill Carrothers. À parti de 2015, la Maîtrise  participe chaque année à une production scénique au Théâtre de Caen. Ces productions s'inscrivent dans la politique du théâtre pour amener un nouveau public au spectacle. C'est dans ce cadre que la maîtrise interprète des ouvres de Britten (le Déluge de Noé, le Petit Ramoneur), de Kurt Weill (celui qui dit Oui) et des créations de Benjamin Dupé (Du chœur à l'ouvrage, 2016), Damien Lehman (J'entends des voix, 2021), Martin Matalon (Celui qui dit Non, 2023), Thierry Pécou (O Future, 2024).

## Créations
Elle a créé et enregistré Prière, pièce a cappella d'Éric Tanguy sur un texte de Philippe Le Guillou (Transart)[réf. souhaitée].
En 2024, elle a créé le Psaume 77 de Robert Piéchaud, pour chœur d'enfants, chœur d'hommes et petit ensemble[réf. souhaitée].